# めきめき
めきめきは、日本の漫画家。倉式（くらしき）とてる子（てるこ）の2人組。
同人サークル「めきめき王国」での活動を経て、2010年に角川書店のアンソロジーコミック『魔法少女リリカルなのは コミックアラカルト』で商業デビュー。これ以降もテレビアニメやコンピュータゲームの漫画化やスピンオフを中心に執筆している。
ペンネームおよびサークル名の由来は、倉式が中学生のころに描いていたオリジナルの漫画に登場する架空の国の名称とのこと。

## 作品リスト

### 漫画作品

#### 連載
- ケータイ少女 Re:dial（脚本：吠士隆、『月刊コンプエース』2012年1月号 - 11月号）
- ファンタジスタドール（原作：ファンタジスタドールプロジェクト、『月刊コンプエース』2013年7月号 - 2014年7月号）
- selector infected WIXOSS -Re/verse-（原作：LRIG、ストーリー原案：岡田麿里[2]、『月刊ビッグガンガン』2014年Vol.9 - 2015年Vol.11）
- オンリー☆ユー 〜あなたと私の二人ぼっち計画〜（『@vitamin』[3]2015年5月13日 - 2016年2月13日）
- 怜-Toki-（原案：小林立、『月刊ビッグガンガン』2016年Vol.7[4] - ）
- 染谷まこの雀荘メシ（原案：小林立、『ヤングガンガン』2019年12号[5] - 2022年10号[6]）
- 飯テロ系グラドルは我慢できない!?（『コミックキューン』2024年7月号[7] - 連載中）

#### 読み切り
- 『魔法少女リリカルなのは』のアンソロジー寄稿作品（『魔法少女リリカルなのは コミックアラカルト』2010年）
- 『魔法少女リリカルなのは』のアンソロジー寄稿作品（『魔法少女リリカルなのは コミックアラカルト 〜リリカル☆ライフ編〜』2011年）
- 『魔法少女リリカルなのは』のアンソロジー寄稿作品（『魔法少女リリカルなのは The MOVIE コミックアラカルト』2013年）
- 日焼け戦線異状なし!?（『艦隊これくしょん -艦これ- コミックアラカルト 舞鶴鎮守府編 弐』2013年） - 『艦隊これくしょん -艦これ-』のアンソロジー寄稿作品。
- お嬢様はいちごがお好き！（『艦隊これくしょん -艦これ- コミックアラカルト 舞鶴鎮守府編 四』2014年） - 『艦隊これくしょん -艦これ-』のアンソロジー寄稿作品。
- 手の冷たい人は心が温かいというけれど（『あまサドアンソロジー』2024年[8]）

### 書籍
- 『ケータイ少女 Re:dial』、脚本：吠士隆、角川書店〈角川コミックス・エース〉2013年、全1巻
- 『ファンタジスタドール』、原作：ファンタジスタドールプロジェクト、KADOKAWA〈角川コミックス・エース〉2013年 - 2014年、全2巻
- 『selector infected WIXOSS -Re/verse-』、原作：LRIG、ストーリー原案：岡田麿里、スクウェア・エニックス〈ビックガンガンコミックス〉2015年、全2巻
- 『オンリー☆ユー 〜あなたと私の二人ぼっち計画〜』、KADOKAWA〈電撃コミックNEXT〉2016年、全1巻
- 『怜-Toki-』、原案：小林立、スクウェア・エニックス〈ビッグガンガンコミックス〉2016年 - 、既刊12巻（2025年4月24日現在）
- 『染谷まこの雀荘メシ』、原案：小林立、スクウェア・エニックス〈ヤングガンガンコミックス〉2021年 - 2022年、全3巻
- 『飯テロ系グラドルは我慢できない!?』、KADOKAWA〈MFC キューンシリーズ〉2024年 - 、既刊2巻（2025年6月27日現在）
  1. 2024年10月24日発売[9][10]、ISBN 978-4-04-684175-9
  2. 2025年6月27日発売[11][12]、ISBN 978-4-04-684876-5

### その他
- タカラトミー『WIXOSS』プロモカード
  - PR-057《デス・ブーケトス》、PR-058《サルベージ》（月刊ビッグガンガン2014年No.9付録）
  - PR-095《豊潤》、PR-096《アイギス・シールド》（月刊ビッグガンガン2014年No.11付録）
  - PR-025 《再三再四》（WIXOSS PARTY・2015年1 - 2月コングラッチュレーションカード）
  - PR-098 《ジェラシー・ゲイズ》 、PR-135 《オーバーサルベージ》（『Re/verse』第1巻付録）